# راینر اولریش
راینر اولریش (انگلیسی: Rainer Ulrich) (زادهٔ ۴ ژوئن ۱۹۴۹ – درگذشتهٔ ۹ ژانویهٔ ۲۰۲۳) بازیکن فوتبال اهل آلمان بود.
از باشگاه‌هایی که در آن بازی کرده‌ بود می‌توان به باشگاه فوتبال کارلسروهه و باشگاه فوتبال مانهایم اشاره کرد.